# Открытый чемпионат Цинциннати по теннису 2025
Открытый чемпионат Цинциннати по теннису 2025 — 124-й розыгрыш ежегодного профессионального теннисного турнира среди мужчин и 97-й среди женщин, проводящегося в американском городе Мейсон и являющегося частью тура ATP в рамках серии Мастерс и тура WTA в рамках серии WTA 1000.
В 2025 году турнир прошёл с 4 по 18 августа. Соревнование продолжило североамериканскую серию хардовых турниров, подготовительную к сентябрьскому Открытому чемпионату США.

## Общая информация
Прошлогодний чемпион Янник Синнер (№ 1 в мире) защищал титул под первым номером посева, однако в финальном матче против Карлоса Алькараса при счёте 0-5 в первом сете отказался от продолжения борьбы за титул. 
В женском одиночном разряде титул защищала Арина Соболенко (№ 1 в мире) посеянная под первым номером, которая уступила в четвертьфинале Елене Рыбакиной 1-6 4-6.

## Соревнования

### Мужчины. Одиночный турнир
Карлос Алькарас обыграл  Янник Синнер со счётом 5-0, а затем Янник отказался от продолжения борьбы.

### Женщины. Одиночный турнир
Ига Свёнтек обыграла  Жасмин Паолини со счётом 7-5, 6-4.

### Мужчины. Парный турнир
Никола Мектич/ Раджив Рам обыграли  Лоренцо Музетти/ Лоренцо Сонего 6-4 3-6 5-10. 

### Женщины. Парный турнир
Габриэла Дабровски/ Эрин Рутлифф обыграли  Го Ханьюй/Александру Панову 6-4 6-3.